# Disgorge (mexická hudební skupina)
Disgorge je mexická goregrind/brutal death metalová hudební skupina z města Santiago de Querétaro (stát Querétaro) založená na sklonku roku 1993. Je inspirována death metalem pozdních 80. let 20. století a přirovnávána ke skupinám jako Grave, Dismember, Incantation, Mortician a Carcass.
Debutové studiové album vyšlo roku 1997 a nese název Chronic Corpora Infest.

## Diskografie
Dema
- Promo 94 (1994)
- Rehearsal 1994 (1994)
- Advance Demo 1995 (1995)
- Through the Innards (1995)
- Blood and Pus Emanations (1997)
- Promo Tape 98 (1998)
- Through the Innards I (The First Session) (2021)

Studiová alba
- Chronic Corpora Infest (1997)
- Forensick (2000)
- Necrholocaust (2003)
- Gore Blessed to the Worms (2006)

Kompilační alba
- Gorelics (2001)
- Old Mortuary (2020)
- Vomica Convultions (The Splits) (2021)

Živá alba
- Live Germany (2006)

Split nahrávky
- Grind Your Head / Disgorge (1998) – split 7" vinyl s polskou kapelou Squash Bowels
- Barefoot & Hungry / Goremassacre Perversity (2001) – split CD s německou kapelou Cock and Ball Torture
- Morgue Metal (2011) – split CD se španělskou kapelou Haemorrhage

Various Artists kompilace
- Oz Live! (2000) – VA kompilační live CD s kapelami Shamash, Disgorge, Dies Irae a Buried Dreams

## Videografie
DVD
- Live in Moscow 23.11.08 (2009)